# Женска одбојкашка репрезентација Италије
Женска одбојкашка репрезентација Италије представља национални тим Италије у одбојци. Италија се према важећој ранг листи ФИВБ налази на првом месту.

## Успеси

### Олимпијске игре
1964—1996 није учествовала
- Сиднеј 2000 — 9. место
- Атина 2004. — 5. место
- Пекинг 2008. — 5. место
- Лондон 2012. — 5. место
- Рио 2016. — 9. место
- Токио 2020. — 6. место
- Париз 2024. — 1. место

### Светска првенства
| Година       | Турнир                | Позиција              | Од.                   | П                     | И                     | ОС                    | ИС                    |
| ------------ | --------------------- | --------------------- | --------------------- | --------------------- | --------------------- | --------------------- | --------------------- |
| 1952 - 1974. | Нису се квалификовали | Нису се квалификовали | Нису се квалификовали | Нису се квалификовали | Нису се квалификовали | Нису се квалификовали | Нису се квалификовали |
| 1978.        | Први круг             | 23. место             | 9                     | 3                     | 6                     | 12                    | 18                    |
| 1982.        | Први круг             | 15. место             | 8                     | 4                     | 4                     | 16                    | 15                    |
| 1986.        | Други круг            | 9. место              | 8                     | 3                     | 5                     | 10                    | 18                    |
| 1990.        | Осмина финала         | 10. место             | 6                     | 2                     | 4                     | 7                     | 14                    |
| 1994.        | Први круг             | 13. место             | 3                     | 0                     | 3                     | 3                     | 9                     |
| 1998.        | Други круг            | 5. место              | 8                     | 5                     | 3                     | 17                    | 9                     |
| 2002.        | Победник              | 1. место              | 11                    | 9                     | 2                     | 30                    | 9                     |
| 2006.        | Полуфинале            | 4. место              | 11                    | 8                     | 3                     | 25                    | 10                    |
| 2010.        | Други круг            | 5. место              | 11                    | 8                     | 3                     | 28                    | 13                    |
| 2014.        | Полуфинале            | 4. место              | 13                    | 10                    | 3                     | 35                    | 13                    |
| 2018.        | Финале                | 2. место              | 13                    | 11                    | 2                     | 36                    | 13                    |
| 2022.        | Полуфинале            | 3. место              | 12                    | 10                    | 2                     | 33                    | 10                    |
| Укупно       | 12/19                 | (1-1-1)               | 113                   | 73                    | 40                    | 252                   | 151                   |

### Светски куп
1973, 1977, 1981, 1985, 1989, 1991, 1995. и 2015. није учествовала
| - 1999 — 7. место - 2003 — 4. место - 2007 — злато - 2011 — злато |

### Светски Гран при
| - 1993 — није учествовала - 1994 — 8. место - 1995 — није учествовала - 1996 — није учествовала - 1997 — 6. место - 1998 — 5. место - 1997 — 4. место - 2000 — 7. место - 2001 — није учествовала - 2002 — није учествовала - 2003 — 5. место - 2004 — сребро - 2005 — сребро |  | - 2006 — бронза - 2007 — бронза - 2008 — бронза - 2009 — није учествовала - 2010 — бронза - 2011 — 7. место - 2012 — 10. место - 2013 — 5. место - 2014 — 9. место - 2015 — 5. место - 2016 — 8. место - 2017 — сребро |

### Европска првенства
На првенствима 1949, 1950, 1955, 1958, 1963 и 1979. није учествовала
| - 1951 — 6. место - 1967 — 11. место - 1971 — 8. место - 1975 — 9. место - 1977 — 11. место - 1981 — 8. место - 1983 — 7. место - 1985 — 5. место - 1987 — 6. место - 1989 — бронза - 1991 — 4. место - 1993 — 4. место |  | - 1995 — 6. место - 1997 — 5. место - 1999 — бронза - 2001 — сребро - 2003 — 6. место - 2005 — сребро - 2007 — злато - 2009 — злато - 2013 — 6. место - 2015 — 7. место - 2017 — 5. место - 2019 — бронза - 2021 — злато - 2023 — 4. место |

## Тренутни састав
Састав на светском првенству 2018.

Селектор: Давиде Мацанти
| Број | Име                     | Датум рођења  | Висина |
| ---- | ----------------------- | ------------- | ------ |
| 1    | Серена Ортолани         | 7. 1. 1987.   | 187 цм |
| 3    | Карлота Камби           | 28. 5. 1996.  | 177 цм |
| 5    | Офелија Малинов         | 29. 2. 1996.  | 185 цм |
| 6    | Моника де Ђенаро (л)    | 8. 1. 1987.   | 174 цм |
| 7    | Силвија Нвакалор        | 12. 8. 1999.  | 183 цм |
| 10   | Кристина Кирикела (к)   | 10. 2. 1994.  | 195 цм |
| 11   | Ана Данези              | 20. 4. 1996.  | 198 цм |
| 13   | Сара Фар                | 12. 9. 2001.  | 194 цм |
| 14   | Елена Пјетрини          | 17. 3. 2000.  | 190 цм |
| 15   | Марина Лубијан          | 11. 4. 2000.  | 195 цм |
| 16   | Лучија Бозети           | 9. 7. 1989.   | 178 цм |
| 17   | Миријам Сила            | 8. 1. 1995.   | 184 цм |
| 18   | Паола Егону             | 18. 12. 1998. | 193 цм |
| 20   | Беатриче Парокијале (л) | 26. 12. 1995. | 168 цм |